# Lucien Lacharmoise
Lucien Lacharmoise est un chef-opérateur du son français, né le 6 mars 1912 à Saint-Mandé et mort le 2 mars 1975 à Bullion.

## Filmographie
- 1942 : Haut-le-Vent de Jacques de Baroncelli
- 1943 : Malaria de Jean Gourguet
- 1943 : Le Soleil de minuit de Bernard Roland
- 1943 : Les Roquevillard de Jean Dréville
- 1943 : Forces occultes de Jean Mamy (moyen métrage)
- 1943 : La Chèvre d'or de René Barberis
- 1945 : La Route du bagne de Léon Mathot
- 1946 : La Rose de la mer de Jacques de Baroncelli
- 1946 : Solita de Cordoue de Willy Rozier
- 1947 : Un flic de Maurice de Canonge
- 1947 : Le destin s'amuse d'Emil Edwin Reinert
- 1947 : Mademoiselle s'amuse de Jean Boyer
- 1948 : Cité de l'espérance de Jean Stelli
- 1948 : Halte... Police ! de Jacques Séverac
- 1949 : Jo la Romance de Gilles Grangier
- 1950 : Mon ami Sainfoin de Marc-Gilbert Sauvajon
- 1950 : Cet âge est sans pitié de Marcel Blistène
- 1950 : L'Homme de joie de Gilles Grangier
- 1951 : L'Amant de paille de Gilles Grangier
- 1951 : Le Cap de l'Espérance de Raymond Bernard
- 1952 : Fanfan la Tulipe de Christian-Jaque
- 1952 : La Fille au fouet de Jean Dréville
- 1953 : Le Portrait de son père d’André Berthomieu
- 1954 : Leguignon guérisseur de Maurice Labro
- 1955 : Les Chiffonniers d'Emmaüs de Robert Darène
- 1955 : La Mort en fuite d'André Berthomieu
- 1955 : Les salauds vont en enfer de Robert Hossein
- 1956 : À la Jamaïque d'André Berthomieu
- 1956 : Les Duraton d'André Berthomieu
- 1956 : Mon curé chez les pauvres de Henri Diamant-Berger
- 1957 : Les Aventures d'Arsène Lupin de Jacques Becker
- 1957 : Paris Music Hall de Stany Cordier
- 1957 : Filous et Compagnie de Tony Saytor
- 1958 : Trois jours à vivre de Gilles Grangier